# St. Christophorus (Niederselters)
Die römisch-katholische Pfarrkirche St. Christophorus ist ein denkmalgeschütztes Kirchengebäude in Niederselters im Taunus (Landkreis Limburg-Weilburg).

## Vorgeschichte
Im Jahr 1340 wird eine Kapelle erwähnt. Sie besaß einen Chorturm, der im 17. Jahrhundert einstürzte und wiederhergestellt wurde. 1717, nach Abbruch der alten, wurde die neue Kirche errichtet. Der im Kern mittelalterliche und wehrhafte Turm blieb stehen. Die alte katholische Pfarrkirche St. Christophorus steht ringförmig umgeben von Wohnhäusern auf dem angehobenen, ehemaligen Kirchhofsgelände im alten Ortskern und ist heute Kultur- und Veranstaltungsgebäude.

## Geschichte und Architektur

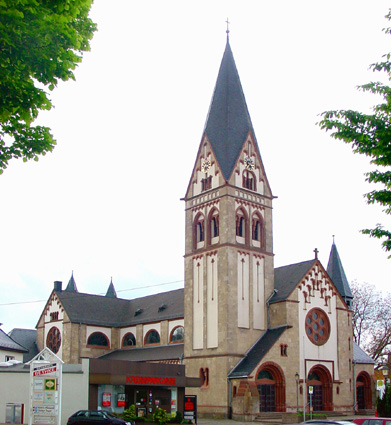
Ansicht der Pfarrkirche von der Brunnenstraße

Der Neubau war Ersatz für die zu klein gewordene Alte Pfarrkirche, die ebenfalls das Patrozinium des heiligen Christophorus trägt.
Im November 1906 wählte der Kirchenvorstand den Mainzer Architekten August Greifzu aus und beauftragte ihn mit der Erstellung der Zeichnungen. Nach der Genehmigung des Baus wurde am 29. Juni 1908 der Grundstein gelegt. Nach nur 13-monatiger Bauzeit wurde am 25. Juli 1909 die Pfarrkirche St. Christophorus als dreischiffige Säulenbasilika im neoromanischen Stil eingeweiht. Eine identische, jedoch kleinere Version der Pfarrkirche wurde in Freigericht-Bernbach mit der Pfarrkirche St. Bartholomäus erbaut.
Greifzu schuf – dem Zeitgeschmack entsprechend – eine dreischiffige Säulenbasilika im Stil der Neuromanik. An der westlichen Seite des Langhauses durchbricht ein massiver Glockenturm das Seitenschiff. Als Gegengewicht fügte der Architekt an der Ostseite einen kleinen Rundturm hinzu.
Die Fassade von Schiff und Turm wird durch mehrere in Naturstein ausgeführte Achsen gegliedert, die von verputzten Flächen unterbrochen werden. In Farbgebung und Gestaltung lehnte Greifzu sich dabei stark an den Limburger Dom an.

## Ausstattung

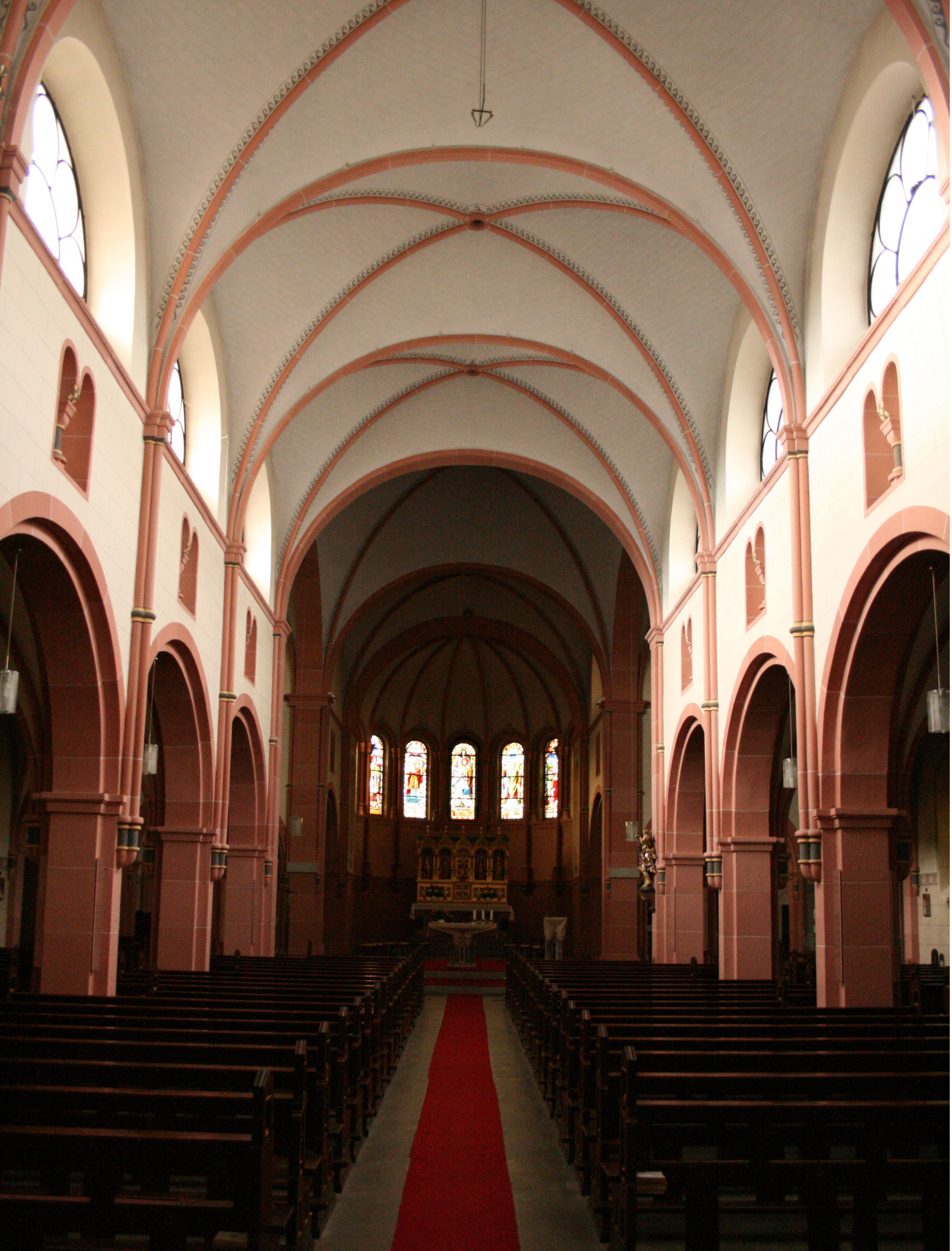
Innenansicht
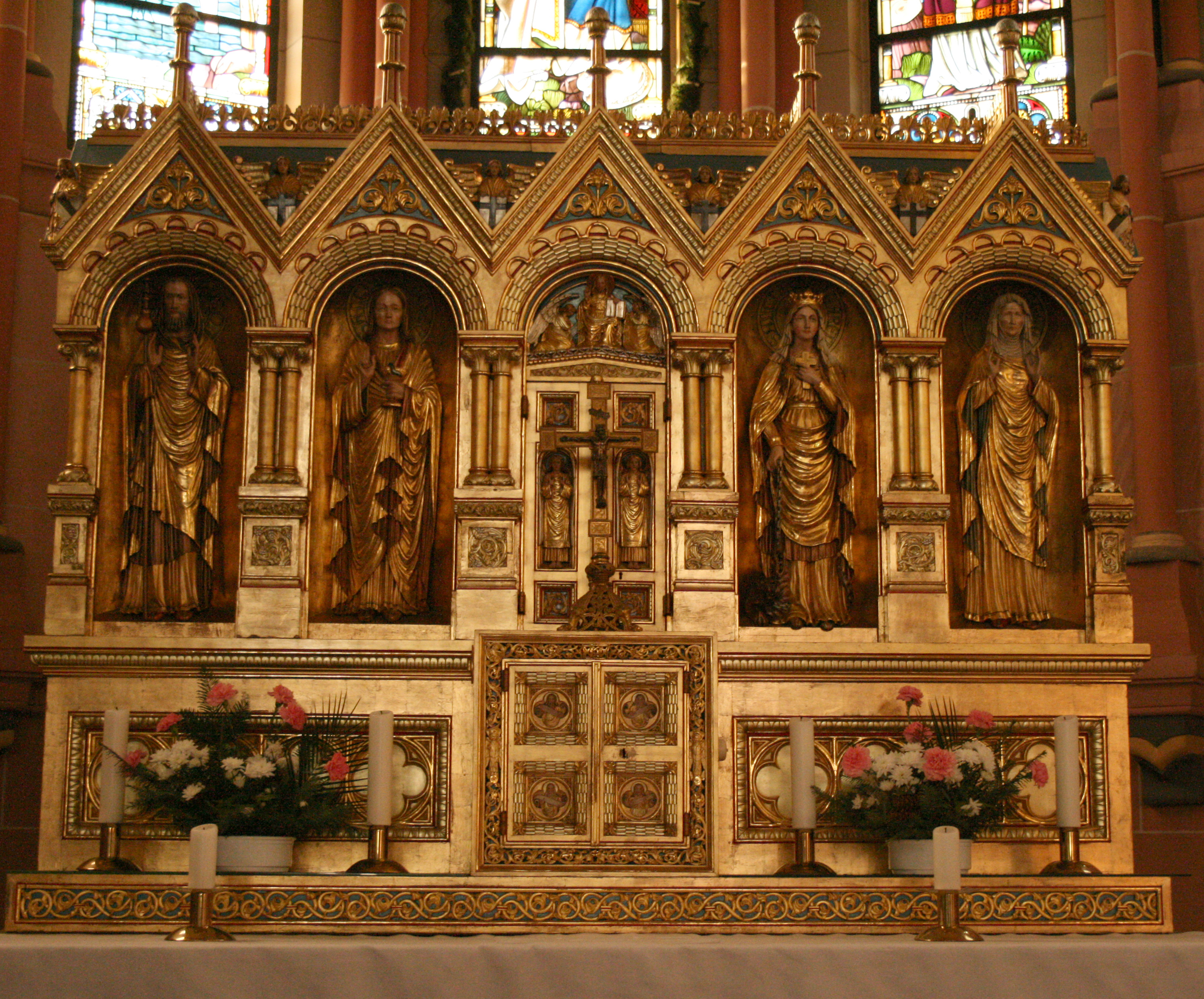
Altar
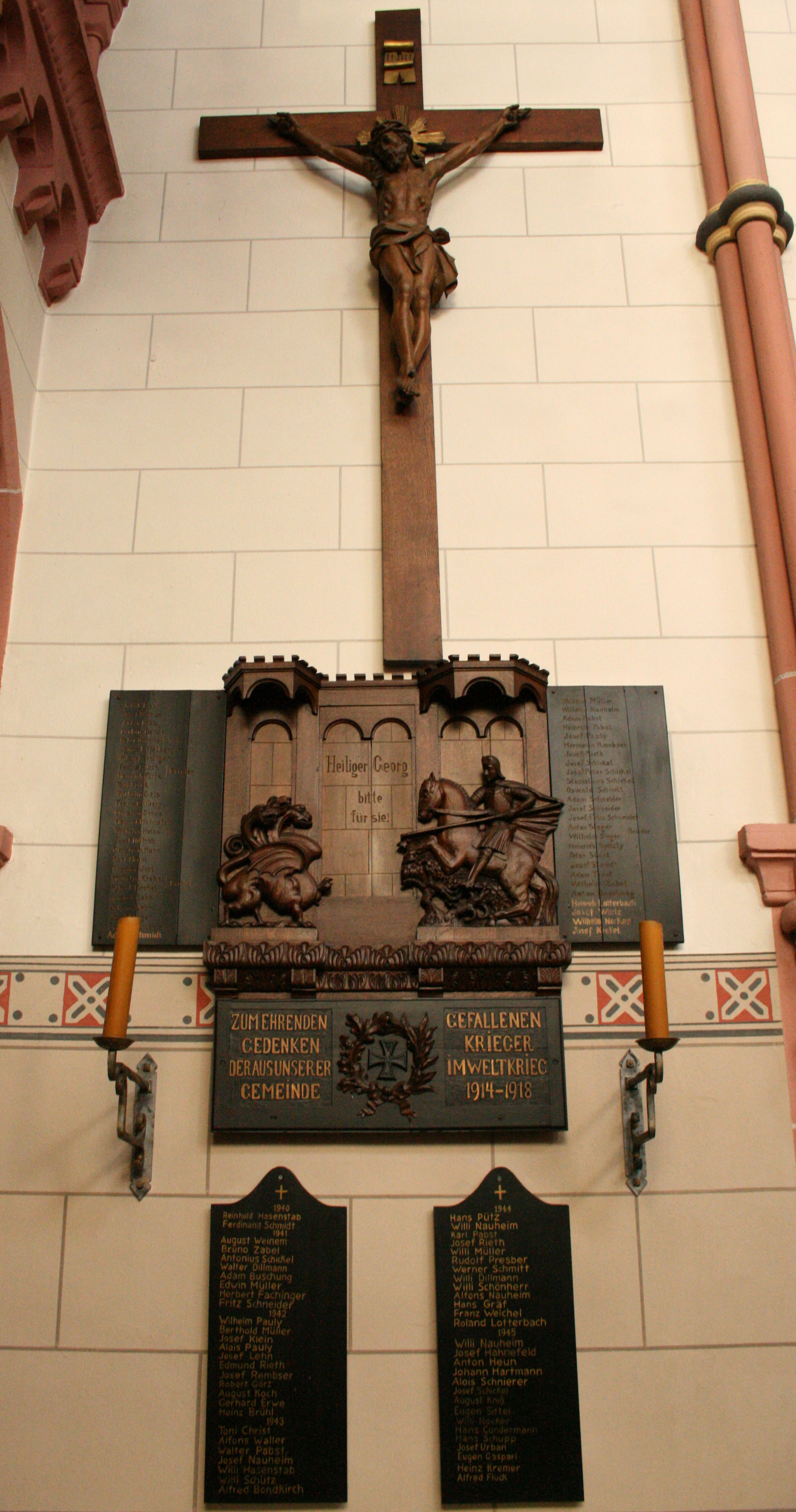
Kriegerdenkmal
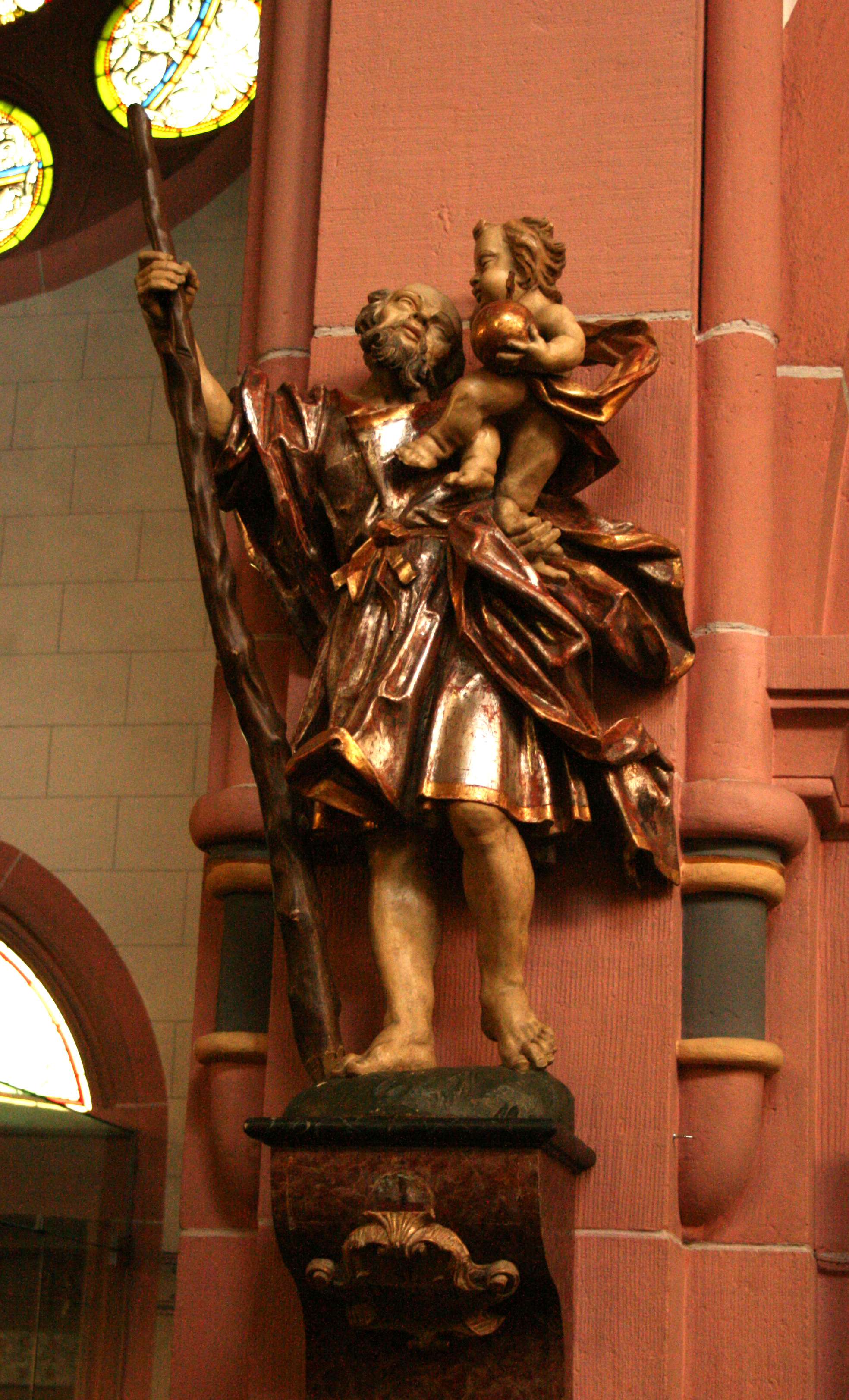
Christophorus-Standbild
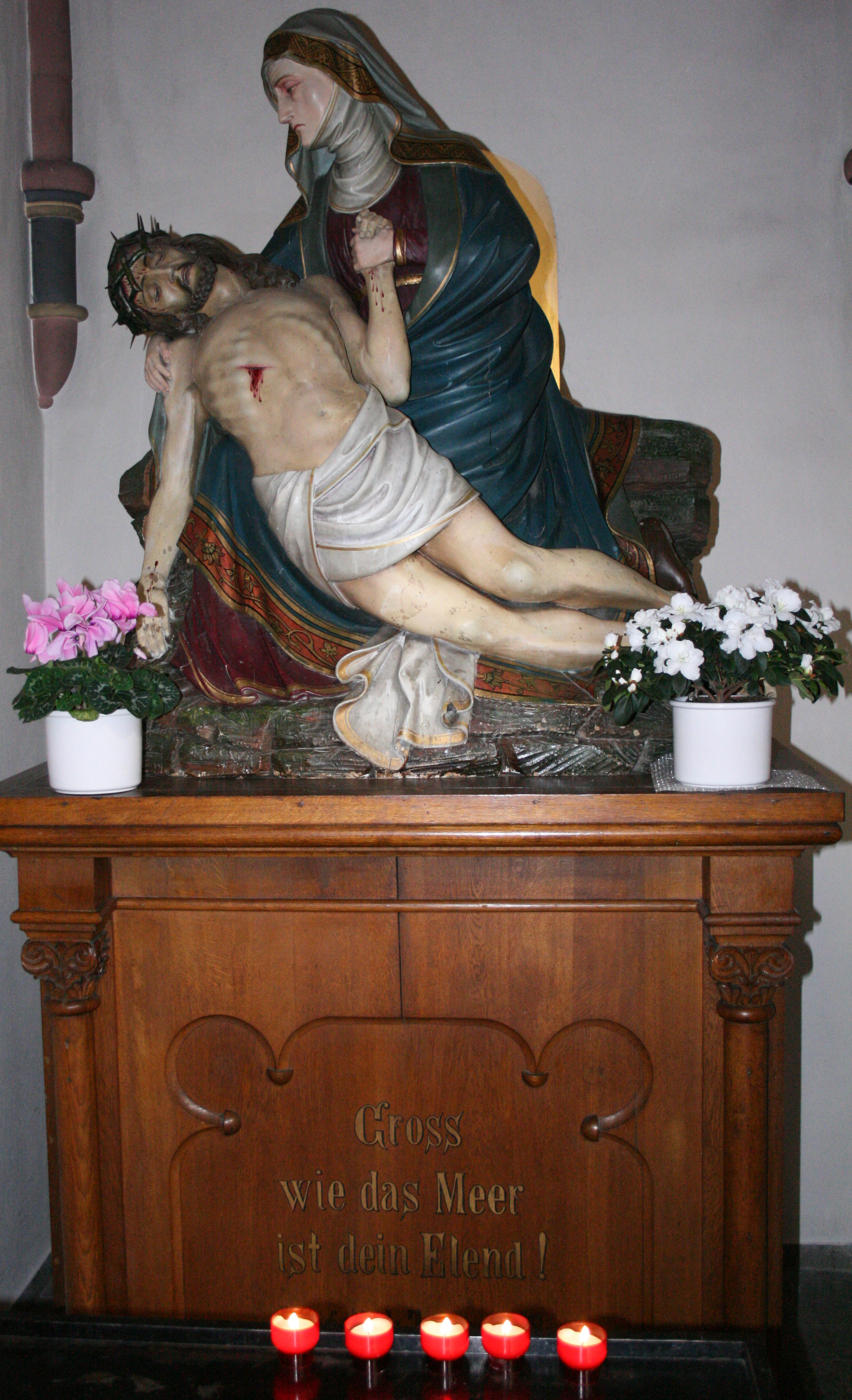
Pieta

## Orgel
Die Orgel in der Kirche St. Christophorus wurde 1983 von Fischer + Krämer in Endingen erbaut und noch im selben Jahr nach drei umfangreichen Renovierungen, die zum Erhalt der Kirche dienten, in einem Festgottesdienst am 18. Dezember sowie mit einem Konzert am selben Tag eingeweiht. Die Orgel hat 38 Register verteilt auf drei Manuale und Pedal. 
Die Disposition lautet wie folgt:
| I Rückpositiv C–g3     |        |
| Gedeckt                | 8′     |
| Dulciana               | 8′     |
| Schwebung              | 8′     |
| Prästant               | 4′     |
| Gemshorn               | 4′     |
| Nasard                 | 2 ⁄3′  |
| Oktave                 | 2′     |
| Tierce                 | 1 3⁄5′ |
| Oktävlein              | 1′     |
| Cymbel III             | 1⁄2′   |
| Cromorne               | 8′     |
| Kornettzug (kollektiv) |        |
| Tremulant              |        |

| II Hauptwerk C–g3 |        |
| Bourdon           | 16′    |
| Principal         | 8′     |
| Holzflöte         | 8′     |
| Oktave            | 4′     |
| Traversflöte      | 4′     |
| Quinte            | 2 ⁄3′  |
| Superoktave       | 2′     |
| Waldflöte         | 2′     |
| Terz              | 1 3⁄5′ |
| Mixtur IV         | 2′     |
| Scharff IV        | 1′     |
| Trompete          | 8′     |

| III Bombardwerk C–g3 |     |
| Bourdon              | 8′  |
| Cornet III–V         | 8′  |
| Trompete             | 16′ |
| Tuba                 | 8′  |
| Clairon              | 4′  |

| Pedal C–f1 |         |
| Subbaß     | 16′     |
| Quinte     | 10 2⁄3′ |
| Oktave     | 8′      |
| Gedeckt    | 8′      |
| Weitoktave | 4′      |
| Mixtur IV  | 2 ⁄3′   |
| Bombarde   | 32′     |
| Posaune    | 16′     |
| Trompete   | 8′      |
| Klarine    | 4′      |

- Koppeln: Normalkoppeln

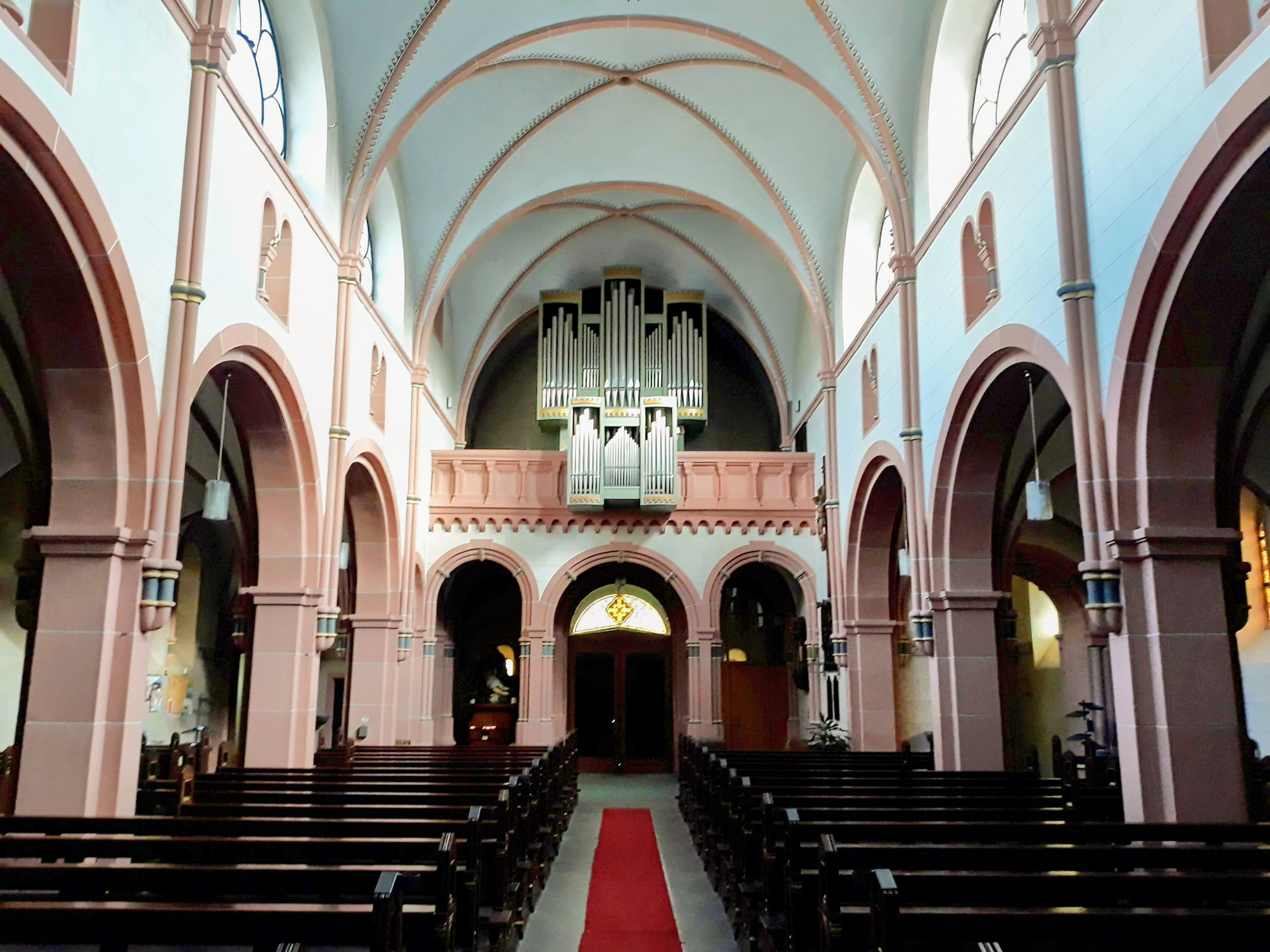
Prospekt der Fischer + Krämer Orgel in der Kirche St. Christophorus in Niederselters

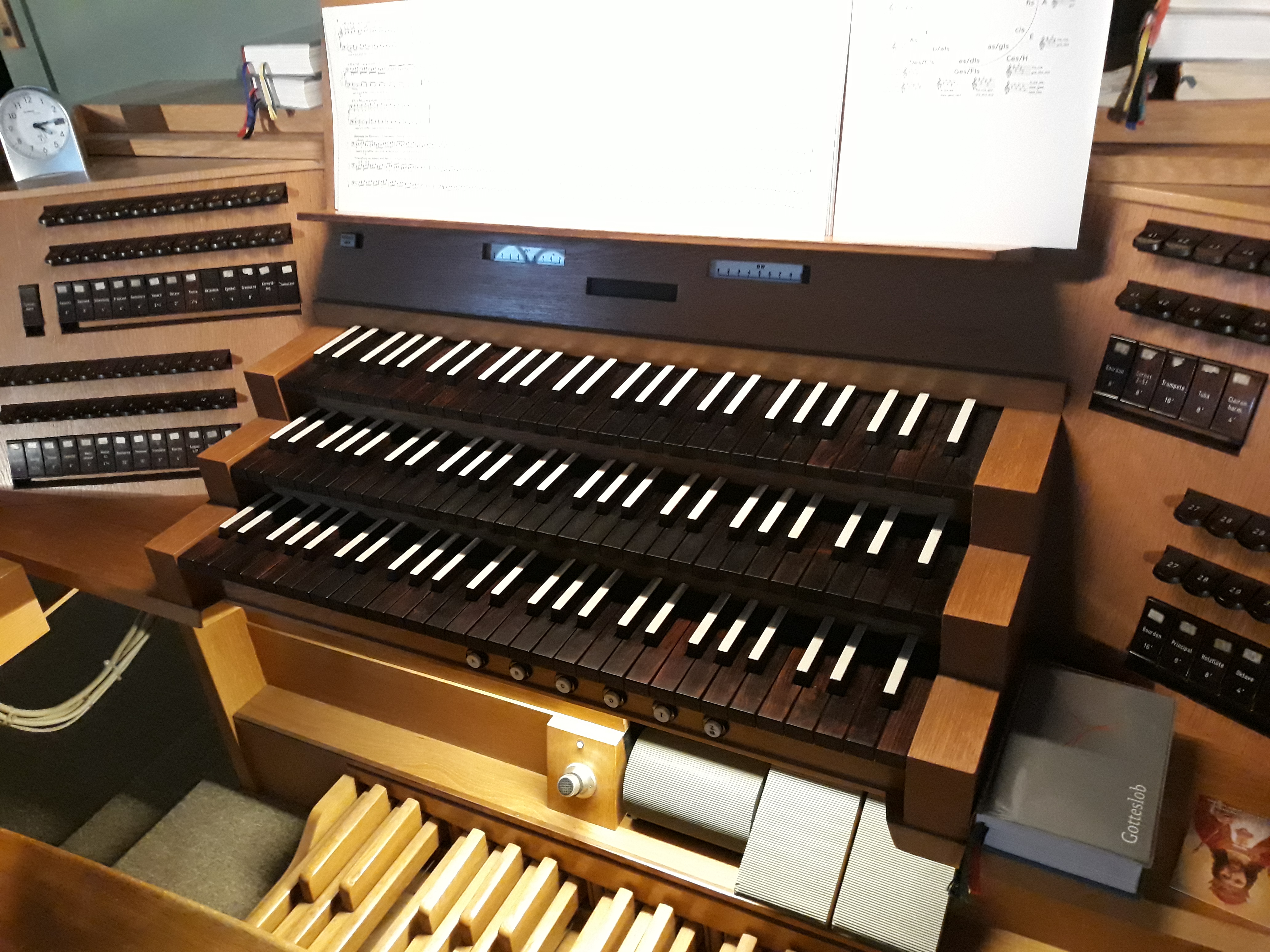
Spieltisch der Fischer + Krämer Orgel in der Kirche St. Christophorus in Niederselters

- Spielhilfen: 3 freie Kombinationen, Tutti, Zungenabsteller, Cymbelstern

## Glocken
Im Kirchturm hängen vier Glocken der beiden renommierten Glockengießer Rincker aus Sinn und Otto aus Hemelingen/Bremen. Die älteste wurde nach dem Ersten Weltkrieg im Jahre 1924 gegossen und trägt den Namen Sakramentsglocke mit einem Gewicht von 750 Kilogramm. Nach dem Zweiten Weltkrieg wurden drei weitere Glocken gegossen. Zwei im Jahr 1951 und im Jahr 1959 die größte Glocke, mit einem Gewicht von 1150 Kilogramm. Die Glocken harmonieren mit dem auf sie abgestimmten Geläute der evangelischen Kirche.
| Glocke | Name                        | Gussjahr | Gießer, Gussort                      | Nominal (HT-1⁄16) | Gewicht | Durchmesser | Inschrift |
| ------ | --------------------------- | -------- | ------------------------------------ | ----------------- | ------- | ----------- | --- |
| 1      | Christophorus               | 1959     | Rincker, Sinn                        | e' -2             | 1150 kg | 1216 mm     | St. Christophorus ist euer Patron, sein Lob künd ich durch meinen Ton ; Niederselters Anno 1959                                                               |
| 2      | Regina pacis (Marienglocke) | 1951     | Karl (III) Otto, Fa. Otto Hemelingen | fis' -4           | 850 kg  | 1140 mm     | Den Frieden künd ich nach manch banger Stund, zum Frieden mahnet mein ehener Mund ; Anno MCMLI Gegossen für die Gemeinde Selters V. Otto - Bremen -Hemelingen |
| 3      | Sakramentsglocke            | 1924     | Rincker, Sinn                        | gis' -1           | 750 kg  | 1013 mm     | Süßester Jesus in der Eucharistie mögest Du immer mit uns im Leben und auf dem Weg sein ; Anno Domini MCMXXIV goss mich F. W. Rincker in Sinn                 |
| 4      | Lauda Sion (Salvatorglocke) | 1951     | Karl (III) Otto, Fa. Otto Hemelingen | h' -4             | 350 kg  | 857 mm      | Dem Erlöser bin ich geweiht, sein Lob verkünd ich zu jeder Zeit                                                                                               |